# Курши
Курши, или Куроњани, Куронци (лет. kurši, литв. kuršiai, ест. kuralased), били су древно балтичко племе које је живело на источним обалама Балтичког мора у периоду између 5. и 16. века (у западним деловима данашњих Литваније и Летоније). Историјска летонска покрајина Курландија (Куронија) добила је име по овом народу. Говорили су старим куршким језиком.
Куршка земља је покорена од стране Ливонског реда 1266. године, а сами Курши су се постепено потпуно стопили са суседним балтичким народима и тако учествовали у етногенези савременог летонског и литванског народа.